# ジョー・ハミルトン
ジョー・ハミルトン（James Hamilton Jr.、1948年7月5日 - ）は、アメリカ合衆国、ケンタッキー州レキシントン出身の元バスケットボール選手である。ABAで6シーズンの間プレーした。

## 経歴
1970年、NBAのミルウォーキー・バックスにドラフト指名を受けたが、プロのキャリアは1967年に現在のサンアントニオ・スパーズであるABAのダラス・チャパラルズに入団しスタートした。3シーズンプレーした後、ケンタッキー・カーネルズ、ユタ・スターズ、で3シーズンプレーし引退した。

## 成績
ABAで344試合に出場し、4,145得点、884リバウンド、1,208アシストの成績を残している。